# ده کوثر
ده کوثر (شازند)، روستایی از توابع بخش سربند شهرستان شازند در استان مرکزی ایران است.

## ده‌کوثر در لغت نامه دهخدا
ده کوثر. [دِه ْ ک َ ث َ] (اِخ) دهی است از دهستان سربند بالا بخش سربند شهرستان شازند. واقع در ۲۲هزارگزی جنوب باختری آستانه. دارای ۶۸۹ تن سکنه می‌باشد. آب آن از قنات تأمین می‌شود. از گردنهٔ ظهیرآباد اتومبیل می‌رود.

## جمعیت
این روستا در دهستان هندودر قرار دارد و براساس سرشماری مرکز آمار ایران در سال ۱۳۸۵، جمعیت آن ۲۷۷ نفر (۶۴خانوار) بوده‌است.

## طایفه‌های بزرگ
طایفه‌های بزرگ فامیلی‌های بزرگ این روستا عبارتند از: فقیره(که اکثر نام فامیلی خود را تغییر داده‌اند.)، حسینی، محمدی، صادقی، صفری، اسفندیاری، صفدری، جعفری، مولوی، مولایی، افشار، عزیزی، ملکی، امیدی

## مناطق دیدنی ده‌کوثر
تپه قلعه ده کوثر مربوط به دوران‌های تاریخی پس از اسلام است و در شهرستان شازند، بخش سربند، روستای ده کوثر واقع شده و این اثر در تاریخ ۹ اردیبهشت ۱۳۸۲ با شمارهٔ ثبت ۸۵۹۵ به‌عنوان یکی از آثار ملی ایران به ثبت رسیده‌است.
دربند - دهن‌گیز - سد خاکی ده‌کوثر - باغ‌های ده‌کوثر (بش‌آقاج باغلَره - چوآشهَ باغلَره - گِرِ درهَ

## مرکزیت روستا
روستای ده‌کوثر نسبت به روستاهای همجوار خود از اهمیت ویژه‌تری برخوردار است؛ و برخی از ادارات دولتی در این روستا قرار دارد و اهالی روستا‌های همجوار برای برخورداری از این امکانات به ده‌کوثر مراجعه می‌کنند.
از جمله می‌توان به خانه‌بهداشت، دبستان ابتدایی دو شهید ده‌کوثر(این دبستان به پاس احترام دو شهیدی که در این روستا آرمیده‌اند به این نام مزیین شده.) دبیرستان دوره متوسطه اول حضرت حمزء‌ علیه السلام، پست بانک اشاره کرد. گفتنی است به علت کمبود جمعیت دانش آموزی هر دو مدرسه مختلط می‌باشند.